# Мабу (гора)
Мабу (англ. Mabu) — гора (1700 м) на севере Мозамбика (провинция Замбезия) и расположенный на её вершине тропический лес площадью 7000 га. До 2005 года о нахождении на территории горной местности изолированного лесного массива было известно только местным жителям. Его обнаружил сотрудник Ботанического сада в Кью Джулиан Бэйлисс (англ. Julian Bayliss) из Великобритании при поиске дождевых лесов на спутниковых картах в программе Google Earth.
После того как о существовании леса Мабу узнали учёные, туда была снаряжена первая экспедиция. Её участники собрали на территории массива сотни образцов флоры и фауны, в том числе ранее неизвестные виды растений, бабочек, новый вид ядовитых змей. Все образцы были направлены в Великобританию для дальнейшего изучения и классификации.